# Biting (Badegan)
Biting is een bestuurslaag in het regentschap Ponorogo van de provincie Oost-Java, Indonesië. Biting telt 1925 inwoners (volkstelling 2010).